# Friedrich Kasiski
Le major Friedrich Wilhelm Kasiski est un officier d'infanterie prussien, cryptologue et archéologue. Kasiski est né le 29 novembre 1805 à Schlochau en province de Poméranie et est mort le 22 mai 1881 à Neustettin.
De 1860 à 1868, il est commandant du bataillon de la Garde Nationale. Il est plus connu pour avoir inventé le test, qui porte son nom, permettant de casser le chiffrement de Vigenère.

## Cryptographie
En 1863, Kasiski publie un livre en allemand de 95 pages sur la cryptologie, Die Geheimschriften und die Dechiffrierkunst (l'écriture secrète et l'art du déchiffrement). C'est le premier ouvrage consacré à la cryptanalyse de chiffrements polyalphabétiques dont le chiffrement de Vigenère. La méthode décrite par Kasiski pour casser une substitution basée sur Vigenère consiste à analyser les écarts entre des séquences redondantes dans le texte chiffré. Une telle analyse, le test de Kasiski, permet d'obtenir des informations sur la longueur de la clé. On soupçonne Charles Babbage d'avoir eu connaissance d'une méthode similaire qu'il n'aurait pas publiée.
L'importance de cette découverte n'est pas reconnue à cette époque et Kasiski s'intéresse à l'archéologie en lieu et place des mathématiques. Il passe le reste de sa vie à Neustettin (Szczecinek). Le 22 mai 1881, Kasiski meurt sans vraiment avoir pris conscience de l'impact de son travail sur la cryptologie moderne.